# 馬伊恩東貝湖
馬伊恩東貝湖（法語：Lac Mai-Ndombe）是剛果民主共和國西部班頓杜省的大型淡水湖，座標2°S 18°E / 2°S 18°E，面積約2,300平方公里，雨季時面積增大一至兩倍。這座不規則形狀的湖泊平均深度只有5米，最大深度10米，湖水經菲米河流入開賽河和剛果河。

## 外部連結
- http://www.worldlakes.org/ （页面存档备份，存于）